# روز جهانی شعر
یونسکو در سی امین اجلاس کنفرانس عمومی خود که در سال ۱۹۹۹ برگزار شد، به اتفاق آرا، روز ۲۱ مارس برابر با نوروز باستانی هر سال را به عنوان روز جهانی شعر اعلام کرد و هرسال این روز را گرامی می‌دارد.

## هدف
یونسکو از کلیه کشورهای عضو، نهادهای دولتی و غیردولتی، شهرداری‌ها، مدارس، انجمن‌ها، موزه‌ها، ناشران و… خواسته‌است تا فعالیت‌هایی را به مناسبت این روز پیش‌بینی و اجرا کنند.